# الخمس (أولاد علي منصور)
الخمس هي إحدى مشيخات المملكة المغربية، تتبع جغرافيا لإقليم تطوان وإداريًا لأولاد علي منصور. يقدر عدد سكانها بـ 5612 نسمة حسب الإحصاء الرسمي للسكان والسكنى لسنة 2004.